# Coenosia distinguens
Coenosia distinguens este o specie de muște din genul Coenosia, familia Muscidae, descrisă de Collin în anul 1930. Conform Catalogue of Life specia Coenosia distinguens nu are subspecii cunoscute.